# Chupalla

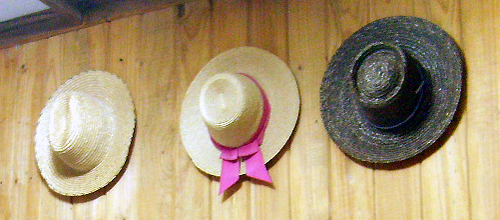
Chilenische Chupallas

Die Chupalla [tʃuˈpaja] ist ein Strohhut, der traditionell von chilenischen Reiterhirten, den Huasos, getragen wird.
Der Name leitet sich von achupalla ab, einem chilenischen Dialektwort für die Bromelie, aus deren Fasern die Hüte ursprünglich hergestellt wurden. Heute überwiegt die Fertigung aus Weizen- oder Reisstroh.